# Jan Pieter Bakker
Jan Pieter Bakker (ur. 21 lipca 1906 w Rotterdamie, zm. 7 kwietnia 1969 w Huizen) – holenderski geograf i geolog, profesor Katedry Geografii Fizycznej Uniwersytetu w Amsterdamie.

## Życiorys
Uczony szczególnie interesował się geografią fizyczną i położył zasługi na polu zastosowania metod sedymentologicznych (m.in. stworzył jedno z pierwszych na świecie nowoczesnych laboratoriów sedymentologicznych, będące wzorcem dla kolejnych tego typu placówek). Celem jego badań było poznanie rozwoju rzeźby terenu na różnych kontynentach. Uprawiał geomorfologię klimatyczną, w szczególności badał pokrywy zwietrzelinowe. Znaczenie światowe mają wyniki jego badań nad wietrzeniem granitów w Gujanie, Brazylii, na Saharze, w centralnej Francji, Niemczech i w polskich Sudetach. Również istotne były wyniki jego badań rozwoju stoku, prowadzone przy zastosowaniu metod matematycznych.
Bakker był członkiem wielu towarzystw tematycznych na kilku kontynentach, w tym m.in. Polskiego Towarzystwa Geograficznego. Otrzymał tytuł doktora honoris causa Uniwersytetu Mikołaja Kopernika w Toruniu oraz Krzyż Komandorski Orderu Polonia Restituta.